# Brandon Vázquez
Brandon Vázquez (* 14. října 1998) je americký profesionální fotbalista, který hraje za americký klub Austin FC a americkou reprezentaci.

## Klubová kariéra

### Atlanta United
Vázquez podepsal první profesionální smlouvu v roce 2016 s Atlantou United, která tehdy hrála svou vůbec první sezónu po založení klubu. V Atlantě hrával více jakožto křídelník, než hrotový útočník a vstřelil proto pouze 3 góly. V roce 2018 klub i s Vázquzem vyhrál svůj doposud MLS Cup.

### FC Cincinnati
V roce 2019 si Vázqueze v rámci MLS draftu vybral Nashville SC, ale obratem ho prodal do FC Cincinnati za 150 tisíc dolarů. I zde působil Vázquez zprvu jako náhradník, a pevnou pozici v základní sestavě si vypracoval až během sezóny 2022. S 19 góly byl nejlepším střelcem klubu a pomohl k prvnímu postupu do play-off v historii FC Cincinnati. Byl také vybrán do All-Star výběru pro exhibiční zápas proti hvězdám z mexické ligy. Ve své poslední sezóně za Cincinnati pomohl k zisku Supporters´ Shieldu, tedy trofeji pro nejlepší tým v základní části MLS.

### Monterrey
V lednu 2024 přestoupil do mexického Monterrey za cenu více než 5 milionů dolarů. V březnu za Monterrey skóroval proti Cincinnati v rámci CONCACAF Ligy Mistrů.

### Austin FC
Na začátku roku 2025 se Vázquez vrátil do Spojených států a připojil se k Austinu. Přestupová částka byla 6 milionů dolarů, s bonusy až 10 milionů.

## Reprezentační kariéra
Vázquez mohl reprezentovat Mexiko díky svým předkům. Již od mládežnických výběrů ale hrál za USA. Do A-týmu se poprvé dostal v roce 2023, při debutu v přátelském zápase proti Srbsku dokonce skóroval. Spojené státy následně reprezentoval i na CONCACAF Gold Cupu 2023.